# Třída Ťin-ťiang
Třída Ťin-ťiang je třída hlídkových a raketových člunů námořnictva Čínské republiky. Celkem bylo postaveno 12 jednotek této třídy.

## Stavba
Vývoj třídy proběhl v rámci modernizačního programu Kuang-chua III. Prototypový raketový člun Ťin-ťiang byl postaven v letech 1993-1994. Zkoušky prototypu odhalily řadu nedostatků, kvůli kterým se program stavby této třídy znatelně protáhl. Později byla objednána stavba 11 sériových hlídkových lodí, tentokrát však bez raketové výzbroje. Celkem tak bylo do roku 2000 postaveno 12 jednotek této třídy. Prototyp postavila loděnice Lien Ho Shipbuilding v Kao-siungu a zbylé v letech 1997-2000 loděnice China Shipbuilding Corporation ve své loděnici v Kao-siungu.
Jednotky třídy Ťin-ťiang:
| Jméno                  | Založení kýlu      | Spuštěna          | Vstup do služby   | Status                     |
| ---------------------- | ------------------ | ----------------- | ----------------- | -------------------------- |
| Ťin-ťiang (PGG-603)    | 1. prosince 1993   | 27. června 1994   | 1. prosince 1994  | vyřazena 1. února 2021     |
| Tan-ťiang (PGG-605)    | 21. dubna 1998     | 18. června 1998   | 23. září 1999     | vyřazena 30. prosince 2022 |
| Sin-ťiang (PGG-606)    | 16. června 1998    | 14. srpna 1998    | 23. září 1999     | vyřazena 1. května 2023    |
| Feng-ťiang (PGG-607)   | 19. srpna 1998     | 16. října 1998    | 29. října 1999    | vyřazena 1. listopadu 2022 |
| Ceng-ťiang (PGG-608)   | 11. listopadu 1998 | 15. prosince 1998 | 29. října 1999    | vyřazena 1. července 2023  |
| Kao-ťiang (PGG-609)    | 15. prosince 1998  | 25. března 1999   | 30. prosince 1999 | aktivní                    |
| Ťin-ťiang (PGG-610)    | 16. března 1999    | 13. května 1999   | 15. února 2000    | aktivní                    |
| Siang-ťiang (PGG-611)  | 28. května 1999    | 16. července 1999 | 15. února 2000    | aktivní                    |
| C’-ťiang (PGG-612)     | 29. června 1999    | 23. září 1999     | 10. března 2000   | vyřazena 16. října 2023    |
| Pcho-ťiang (PGG-614)   | 30. srpna 1999     | 22. prosince 1999 | 21. července 2000 | aktivní                    |
| Čchang-ťiang (PGG-615) | 2. listopadu 1999  | 21. ledna 2000    | 21. července 2000 | aktivní                    |
| Ču-ťiang (PGG-617)     | 15. ledna 2000     | 25. února 2000    | 21. července 2000 | aktivní                    |

## Konstrukce

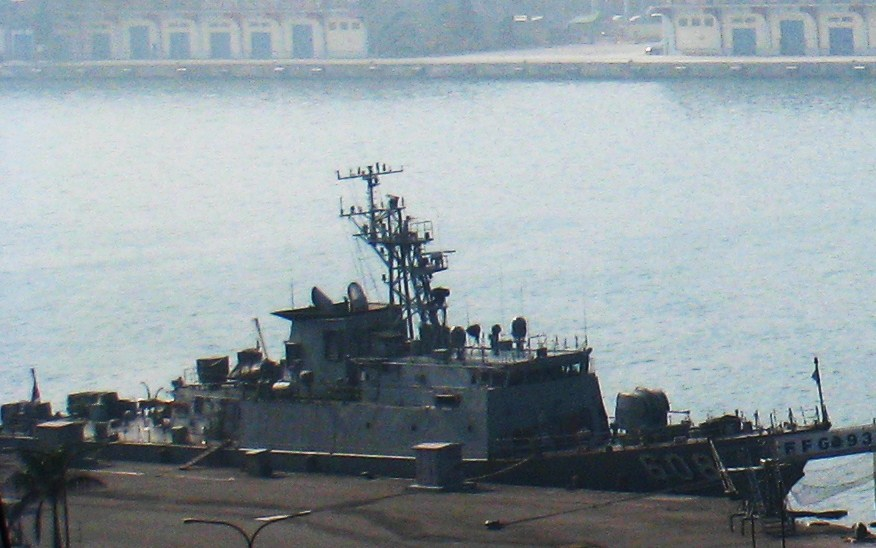
Ceng-ťiang (PGG-608)

Plavidla jsou vybavena navigačním radarem Decca. Základní výzbroj sériových plavidel tvořil jeden 40mm kanón Bofors na přídi, jeden 20mm kanón T-75, dva 12,7mm kulomety a dvě skluzavky hlubinných pum. Pouze prototyp nesl údernou výzbroj v podobě protilodních střel Siung-feng I. Pohonný systém tvořili dva diesely MTU 16V1163 TB93, každý o výkonu 7510 bhp, pohánějící dva lodní šrouby. Nejvyšší rychlost dosahuje 25 uzlů. Dosah je 3600 námořních mil při rychlosti 15 uzlů.

### Modernizace

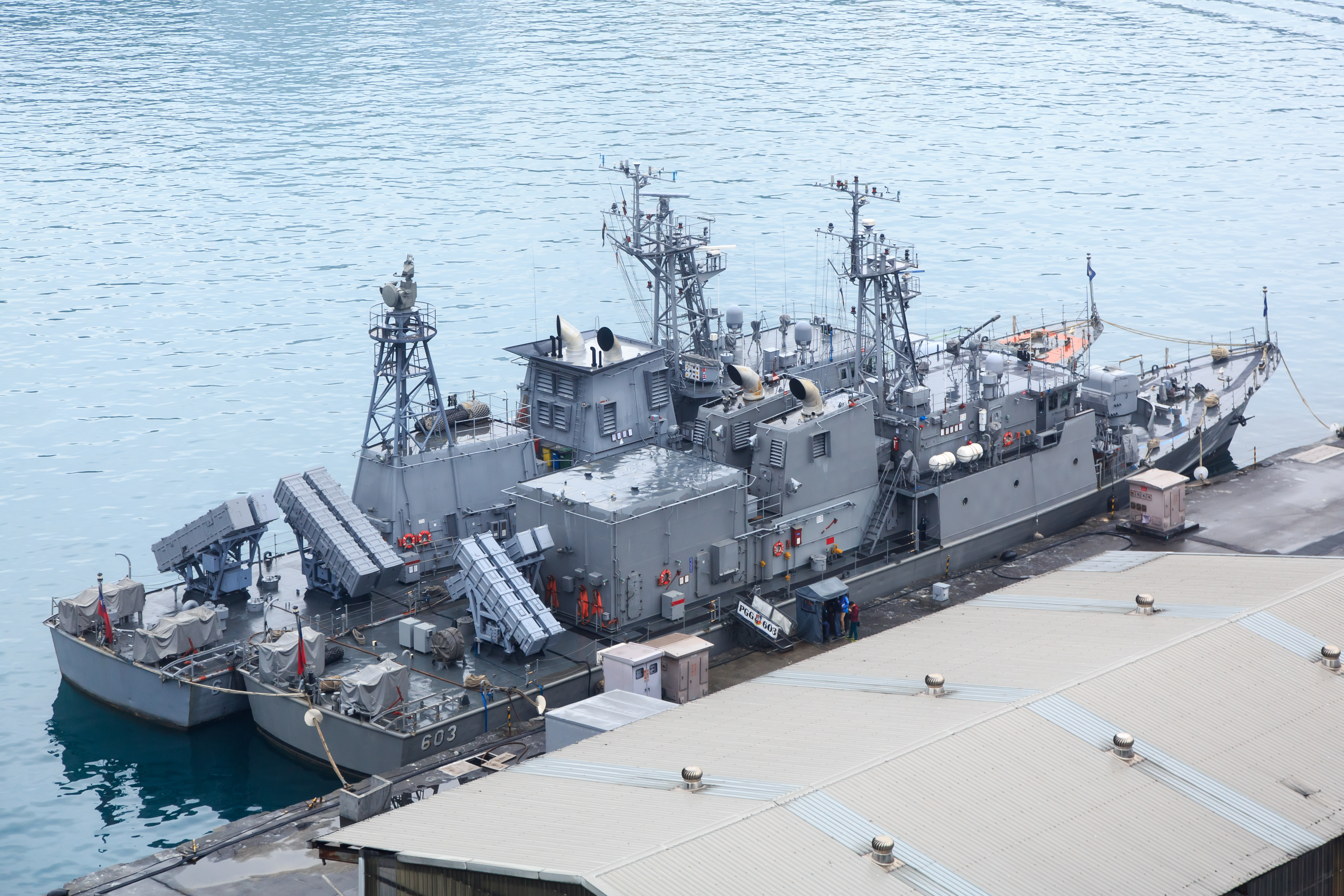
Raketové čluny třídy Ťin-ťiang nesoucí střely HF-III (vlevo) a HF-II

Třída Ťin-ťiang byla vybrána jako v pořadí druhá pro vyzbrojení nejnovějšími protilodními střelami Siung-feng III.

## Nehody
Dne 1. července 2016 posádka raketového člunu Ťin-ťiang (PGG-610), kotvícího na námořní základně, omylem vypustila střelu Siung-feng III. Střela zasáhla ve vzdálenosti 40 mil plující rybářskou loď, přičemž jejího kapitána zabila a tři další osoby zranila. Nehodu zavinila lidská chyba – během cvičení operátor nedodržel postup a omylem přepnul systém ze simulačního do bojového režimu.